# Janaab Pakal III
Janaab Pakal III znany też jako 6 Cimi Pakal lub Wak Kimi Janaab Pakal – prawdopodobnie ostatni władca miasta Palenque i następca K’inich K’uk’ Bahlama II. 
Istnienie tego władcy jest znane z małej czarnej wazy odkrytej w kompleksie mieszkalnym w Palenque. Zapisany na niej tekst w postaci glifów zawiera jego imię oraz datę wstąpienia na tron, które miało miejsce 13 listopada 799 roku. Z uwagi na kontekst znaleziska oraz brak innych wzmianek, istnieją wątpliwości czy Janaab Pakal III rzeczywiście był władcą Palenque. Pomimo tego jest uznawany za ostatniego króla. W czasie, gdy panował miasto chyliło się ku upadkowi, nie powstawały żadne nowe budowle, a jego populacja najprawdopodobniej spadała.